# Všestudy (okres Chomutov)
Všestudy (německy Schössl) jsou obec se 179 obyvateli v Ústeckém kraji v okrese Chomutov. Nacházejí se asi 6,5 kilometru východně od okresního města Chomutov ve východní části okresu v nadmořské výšce okolo 335 metrů. Po většinu své historie byly součástí chomutovského a později červenohrádeckého panství a po zrušení poddanství se staly samostatnou obcí. Od devatenáctého století patřily k nejstarším místům hnědouhelného hornictví na Chomutovsku.

## Název
Název vesnice je odvozen ze slovesa studiti, které kromě běžného významu znamenalo také nemilým se činiti. Německý tvar Schössl zkomolením české varianty a přidáním přípony -l. V historických pramenech se jméno vesnice vyskytuje ve tvarech Wssestud (1325), Czestul (1325), Wssestud (1369), in Wssyestud (1375), Wssiestad (1399), Wssestad (1405), in Wssestud (1412), Schössel (1571), Ssestudy (1571), Schöstla (1604), Ssesl (1606), Schöszl a Scheszl nebo Schal, Schössel (1846) a Všestudy nebo Schössl (1848).

## Historie

### Počátky obce
Vesnice vznikla u obchodní stezky zvané Míšeňská silnice, která spojovala Chomutovsko s Litoměřicemi. Její průběh sleduje účelová komunikace, která vede po rozvodí mezi Chomutovkou a Bílinou jižně od Pesvic, Všestud a Sušan. Cesta dále pokračovala k Moravěvsi, u které se stočila na sever k Lovosicím a Litoměřicím. Jeden kilometr jižně od Všestud se nacházela křižovatka pěti cest označená sloupem božích muk a východně od křižovatky stával hostinec s osadou Buschenpelz (též Puschenpelz či Pošumpelec). Na jejich místě se nachází nepatrné rozvaliny a silážní jáma.
Podle archeologických nálezů byla vesnice a její okolí osídlená již v mladší době bronzové lidem knovízské kultury. Urbanistické řešení vesnice svědčí o jejím plánovitém založení na křižovatce tří cest snad již ve třináctém století. První písemná zmínka o vesnici však pochází až z roku 1325, kdy ji postoloprtský klášter Porta Apostolorum spolu s dalšími dvěma vesnicemi prodal za 95 kop grošů na dobu života pesvického rychtáře Konráda a jeho syna Jana chomutovské komendě řádu německých rytířů. Brzy po Konrádově smrti však řád Všestudy prodal. Již v této době zde stál kostel svatého Michaela archanděla s farou.

### Novověk
Později byly Všestudy zřejmě součástí chomutovského panství, protože z roku 1559 se zachovala kupní smlouva, podle které je Jan z Veitmile na krátkou dobu prodal Niklovi Hochhauserovi z Hochhausu a na Jezeří. Výčet chomutovského panství z let 1560–1563 u Všestud uvádí 21 poddaných a povinnost odebírat pouze chomutovské pivo. Od třicátých letech šestnáctého století se, i přes snahu Ferdinanda II. Tyrolského v šedesátých letech téhož století, v okolí Chomutova šířila protestantská víra. Ve Všestudech je uváděn katolický farář Jakob Schultiss, ale zachovaly se také stížnosti chomutovského hejtmana Mikuláš Langa z Langenhardu z let 1565 a 1567, ve kterých žádá arcibiskupa, aby faráře napomenul za jeho nevhodné chování. V roce 1588 vesnici získal spolu s Chomutovem Jiří Popel z Lobkovic, který zahájil důslednou rekatolizaci. Podporovali ji chomutovští jezuité, kterým musely Všestudy v půlročních obdobích platit přes 41 kop grošů. Přes podporu katolické víry získali všestudský kostel protestanti a podle dochované zprávy jim zůstával ještě v roce 1611.

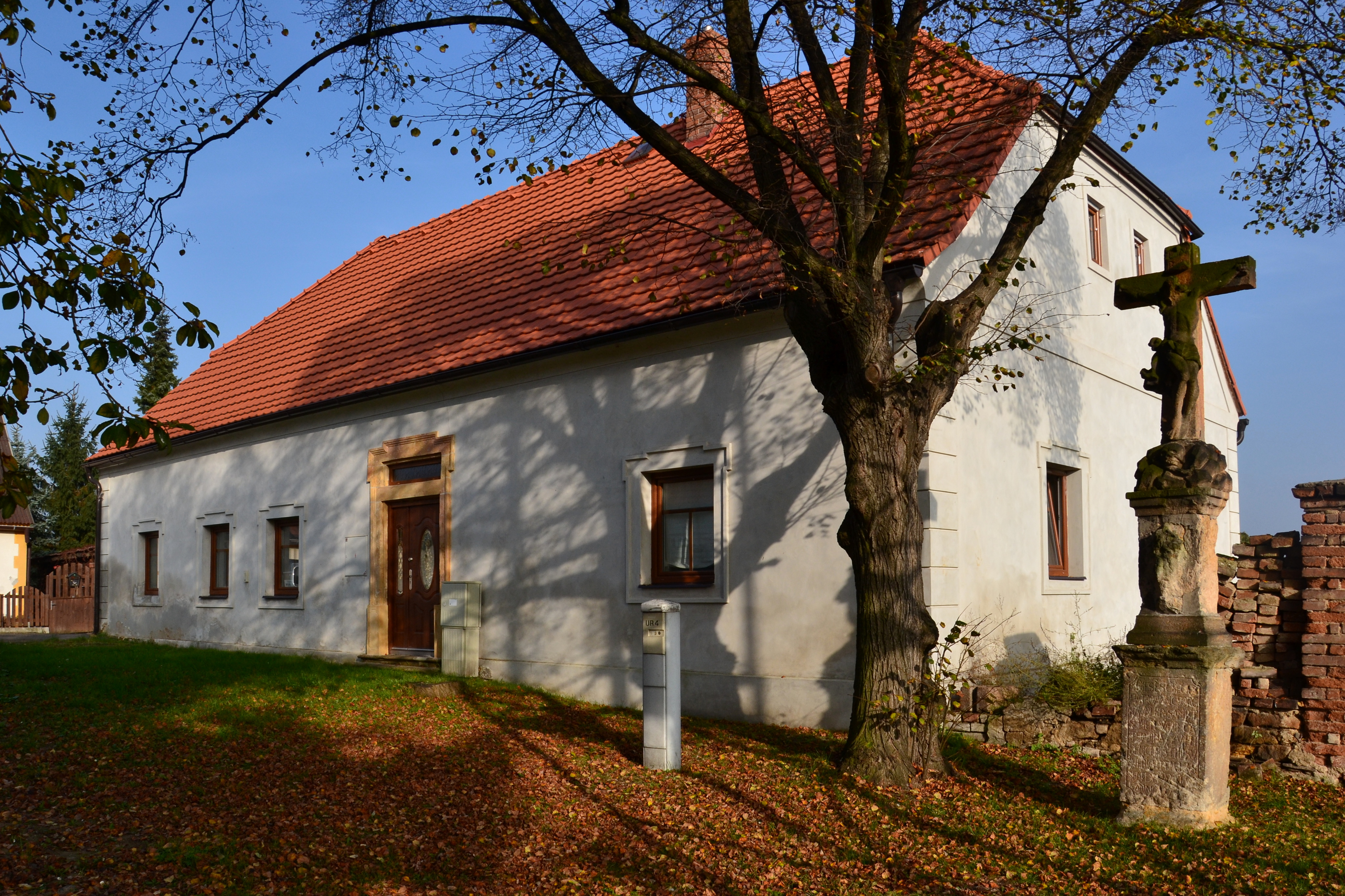
Bývalá fara

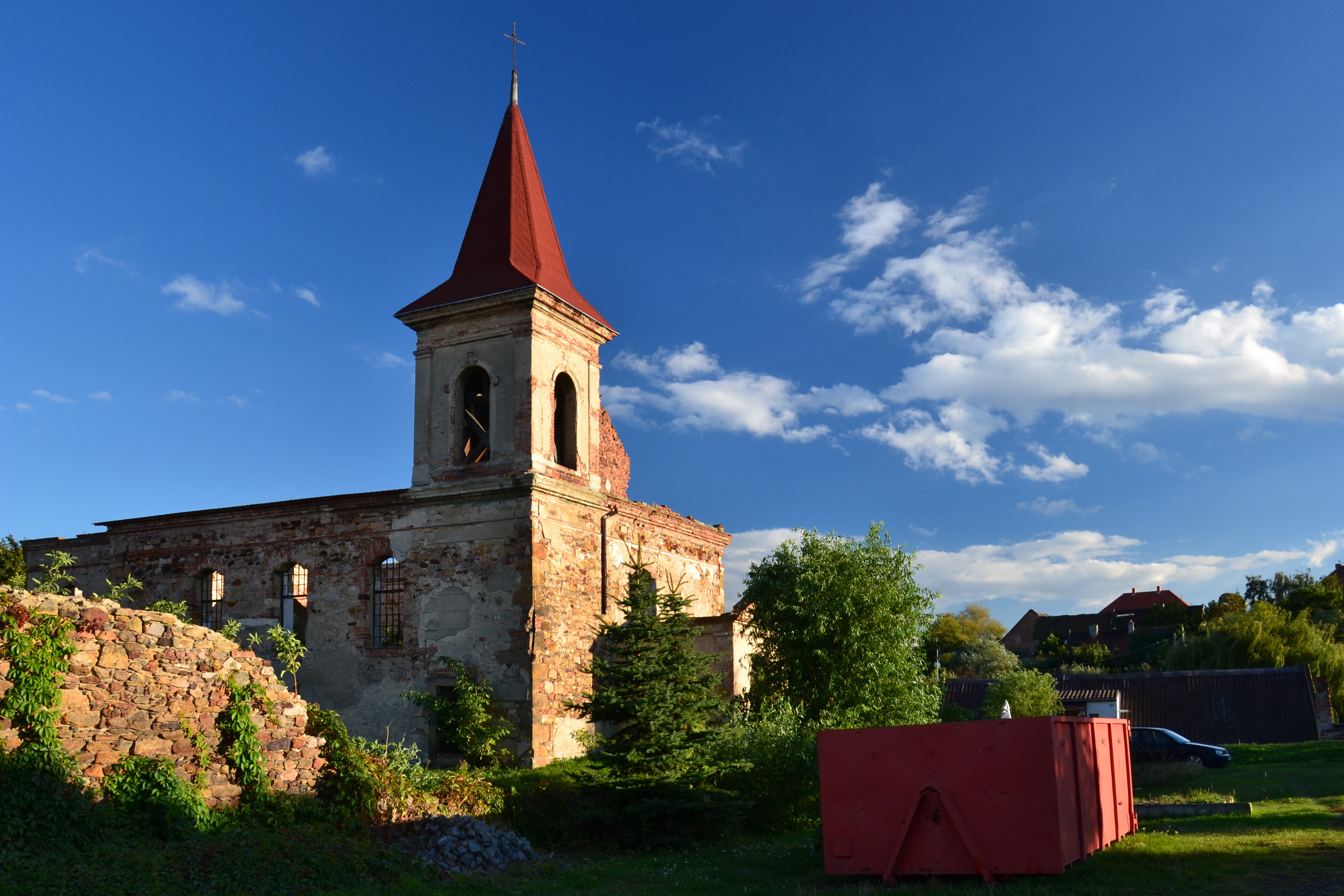
Zřícenina kostela

Roku 1594 byl veškerý majetek Jiřího Popela z Lobkovic zabaven. Přestože ve vesnici žilo pouze sedmnáct poddaných, byla vesnice oceněna na více než 12 178 kop grošů. Spolu s dalšími ji koupil Adam Hrzán z Harasova a připojil k červenohrádeckému panství, jehož součástí Všestudy zůstaly až do roku 1850. Část vesnice však až do roku 1618 patřila Ladislavu Hrobčickému, od kterého je koupil Asman starší Štampach ze Štampachu.
Synové Adama Hrzána podpořili v roce 1619 krále Fridricha Falckého a o rok později byli po bitvě na Bílé hoře odsouzeni ke ztrátě celého majetku. Zdislav Haras z Harasova si však dokázal naklonit císařského komisaře knížete Karla z Lichtenštejna, díky kterému většina majetku obou bratrům zůstala. Zabaven však byl štampachovský díl vesnice s nedalekými Bílenci. Roku 1623 jej koupil František Clary de Riva a od něj o tři roky později Michna z Vacínova, který ho připojil k postoloprtskému panství. V průběhu třicetileté války byla vesnice poškozena, zanikla fara a snížil se počet obyvatel. Podle Berní ruly z roku 1654 v ní žilo pět sedláků a jedenáct chalupníků, kteří měli dohromady sedmnáct potahů, čtyřicet krav, 38 jalovic, 66 prasat, 78 ovcí a 25 koz.

### Devatenácté a dvacáté století
Osada Buschenpelz byla jedním nejstarších z center těžby hnědého uhlí na Chomutovsku. Doly zde vznikaly již na začátku devatenáctého (snad již na konci osmnáctého) století. Kromě nákladnických dolů (Antonín Karel, Trojice Pavel, Anna Bernard, Josef Václav a Matyáš) tu byl otevřen také obecní důl Michal a dva vrchnostenské doly rodu Buquoyů: Jiří a Gabriela. Dobývaly dvě uhelné sloje o mocnosti jeden a tři metry uložené v hloubce do třiceti metrů. Do poloviny století jich zůstalo jen pět. Pracovalo v nich maximálně pět horníků a jejich rodinní příslušníci, a jejich roční produkce proto dosahovala maximálně tří tisíců tun uhlí. Doly zanikly během hospodářské krize po roce 1873, ale v následujících letech byly otevřeny tři jiné, které se udržely až do posledního desetiletí devatenáctého století. Celková produkce dolů v okolí Všestud činila asi 120 tisíc tun uhlí.
Na konci devatenáctého století měřilo území obce 432 hektarů, z nichž 412 hektarů sloužilo jako orná půda. Pěstovala se především pšenice, ječmen, menší množství žita a ovsa, dále také řepa, brambory a jetel. Místní chovali celkem 39 koní, 190 kusů hovězího dobytka, 245 ovcí, 24 koz, 72 prasat a 24 včelstev. Řemeslo zde provozovali čtyři zedníci, kovář, švec, truhlář a tři tesaři. Z obchodníků tu byli řezník, hokynář a fungovaly tři hospody. V té době zde žili jen obyvatelé německé národnosti, ale po první světové válce bylo postaveno pět zemědělských usedlostí pro rodiny českých legionářů. Vodu zajišťovalo osmnáct studní hlubokých až osmdesát metrů, ale během suchých obdobích zůstávala voda pouze ve čtyřech. O připojení k vodovodu z Pyšné do Havraně se začalo jednat až v roce 1932.
V roce 1938 československá armáda u vesnice připravovala palebná postavení pro děla a kulomety, což se setkalo s nesouhlasem místních německých obyvatel, kteří museli kopat zákopy. Německé vojsko vesnici obsadilo 9. října 1938 a němečtí obyvatelé vzápětí zabrali česká hospodářství.
Na začátku padesátých let dvacátého století bylo založeno jednotné zemědělské družstvo, ale brzy bylo zrušeno a jeho pozemky převzal státní statek, jehož areál vznikl na místě staršího panského dvora. Na počátku osmdesátých let k němu přibyl areál kravína a pro jeho nové zaměstnance muselo být postaveno dvacet nových rodinných domů. V šedesátých letech se uvažovalo o výstavbě elektrárny, místo které však byla postavena Elektrárna Tušimice II. Až do roku 1991 vesnici hrozila likvidace kvůli těžbě hnědého uhlí, a bránila tak rozvoji vesnice. Obec se proto začala výrazněji rozvíjet teprve v devadesátých letech, kdy byla kromě jiného provedena plynofikace, dokončila se stavba kanalizace a byla opravena čistírna odpadních vod.

## Přírodní poměry

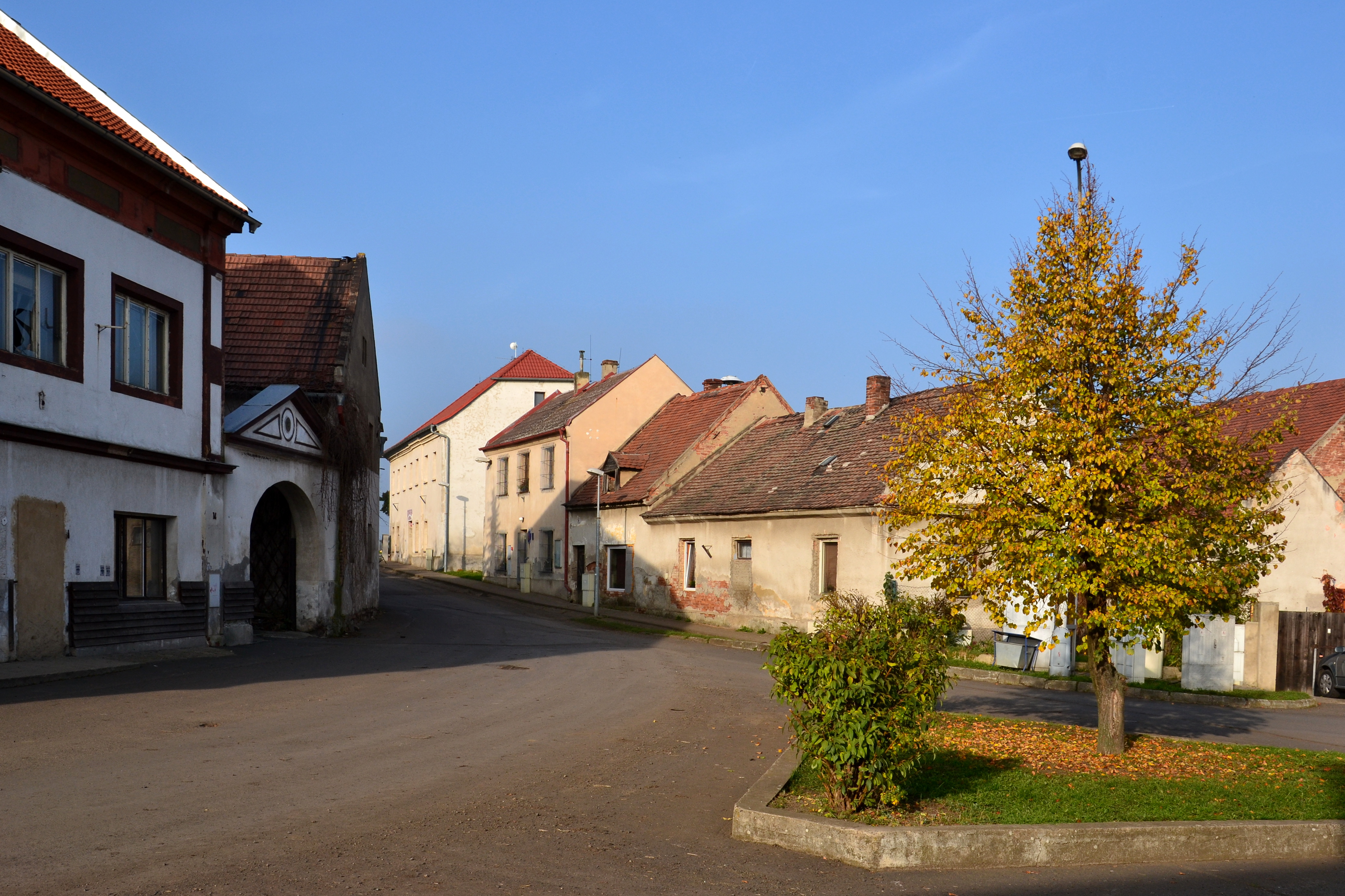
Náves s budovou obecního úřadu (vlevo)

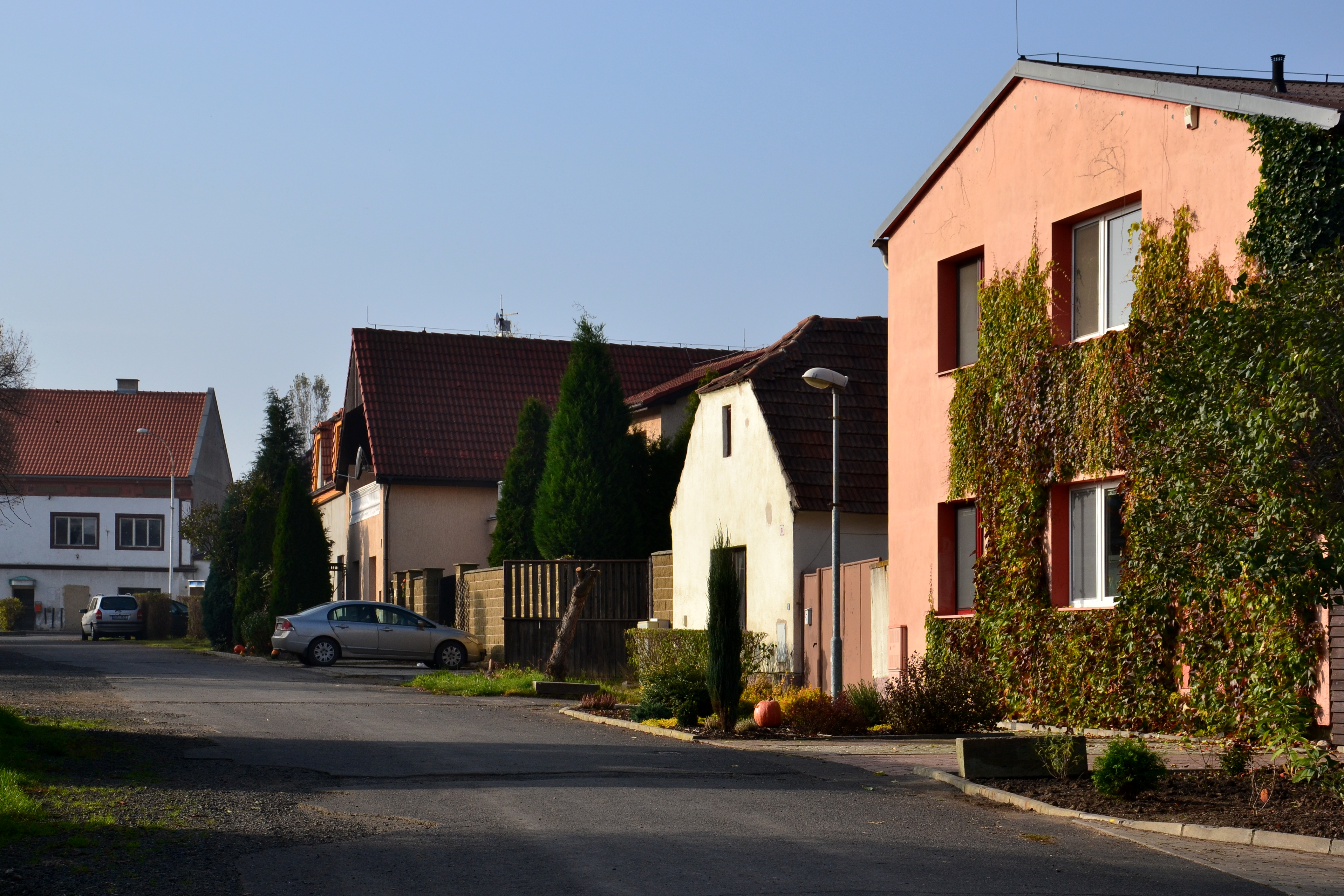
Domy u kostela

Vesnice leží 6,6 km východně od Chomutova ve stejnojmenném katastrálním území s rozlohou 5,11 km². Sousedí se Strupčicemi na severu, Hošnicemi na východě, Bílenci na jihovýchodě, Údlicemi na jihozápadě a Pesvicemi na západě. Většinu rozlohy katastrálního území tvoří zemědělská půda. Výměra orné půdy činí 470 hektarů a jedenáct hektarů připadá na zahrady a trvalé travní porosty. Lesy zde žádné nerostou. Zbytek území jsou vodní, zastavěné a ostatní plochy. Koeficient ekologické stability je pouze 0,03, což území řadí mezi oblasti s velkým narušením přírodních struktur a nezbytnými technickými zásahy k nahrazení základních ekologických funkcí krajiny. Rybník pod kostelem je napájen drobnou bezejmennou vodotečí, která se přibližně po 1100 metrech vlévá do Hošnického potoka.
Geologické podloží je tvořené miocenními písky, štěrky, jíly a podřadně uhelnými slojemi. Celá oblast leží v geomorfologickém celku Mostecká pánev, podcelku Chomutovsko-teplická pánev a okrsku Jirkovská pánev. Nejvyšší bod se nachází jihozápadně od vesnice. Je jím kóta s nadmořskou výškou 350 metrů nedaleko místa s pomístním názvem Na Stráni. Půdy pokrývají území ve trojici pásů ve směru od severozápadu k jihovýchodu. Ve středním pásu vznikly černozemě a v okrajovým pásech převažují smonice. Do malé oblasti severozápadně od vesnice zasahují pelozemě a severně od zástavby se vyskytují také antropozemě.
Na západním břehu obecního rybníka byla v roce 2018 nalezena malá populace ohrožené komonice zubaté a západně od rybníka rostl také ohrožený jetel jahodnatý.

## Obyvatelstvo
Při sčítání lidu v roce 1921 zde žilo 299 obyvatel (z toho 153 mužů), z nichž bylo 25 Čechoslováků, 273 Němců a jeden cizinec. Kromě tří evangelíků byli římskými katolíky. Podle sčítání lidu z roku 1930 měla vesnice 312 obyvatel: 54 Čechoslováků, 256 Němců a dva cizince. S výjimkou devíti evangelíků a sedmi lidí bez vyznání se hlásili k římskokatolické církvi.
|           | 1869 | 1880 | 1890 | 1900 | 1910 | 1921 | 1930 | 1950 | 1961 | 1970 | 1980 | 1991 | 2001 | 2011 | 2021 |
| --------- | ---- | ---- | ---- | ---- | ---- | ---- | ---- | ---- | ---- | ---- | ---- | ---- | ---- | ---- | ---- |
| Obyvatelé | 255  | 281  | 275  | 291  | 280  | 299  | 312  | 171  | 177  | 138  | 101  | 155  | 178  | 172  | 176  |
| Domy      | 36   | 40   | 41   | 51   | 50   | 49   | 58   | 58   | 40   | 33   | 30   | 58   | 58   | 61   | 61   |

## Obecní správa a politika
Všestudy leží v Ústeckém kraji v okresu Chomutov a patří k ORP Chomutov.
Po zrušení poddanství v devatenáctém století se vesnice stala samostatnou obcí, kterou zůstala až do poslední čtvrtiny dvacátého století. Do roku 1890 k ní patřily také Okořín a Pesvice. Od 1. ledna 1981 do 23. listopadu 1990 patřily Všestudy jako místní část k Otvicím a poté se znovu osamostatnily.

### Zastupitelstvo a starosta
Dne 22. května 1938 se konaly volby do obecních zastupitelstev. Z rozdělených 163 hlasů ve Všestudech získala 130 hlasů Sudetoněmecká strana a 33 hlasů dostaly jiné české strany.
V místních volbách se volí sedm členů obecního zastupitelstva. Při volbách do obecního zastupitelstva na funkční období 2014–2018 byla volební účast v obci 52,03 % a do zastupitelstva bylo zvoleno pět členů ČSSD a dva kandidáti bez politické příslušnosti. Starostkou se stala Jana Holoubková bez politické příslušnosti a místostarostou Jiří Kejř z ĆSSD.

### Obecní symboly
Znak a vlajka byly obci uděleny rozhodnutím předsedkyně Poslanecké sněmovny Parlamentu České republiky dne 5. prosince 2012.

## Doprava

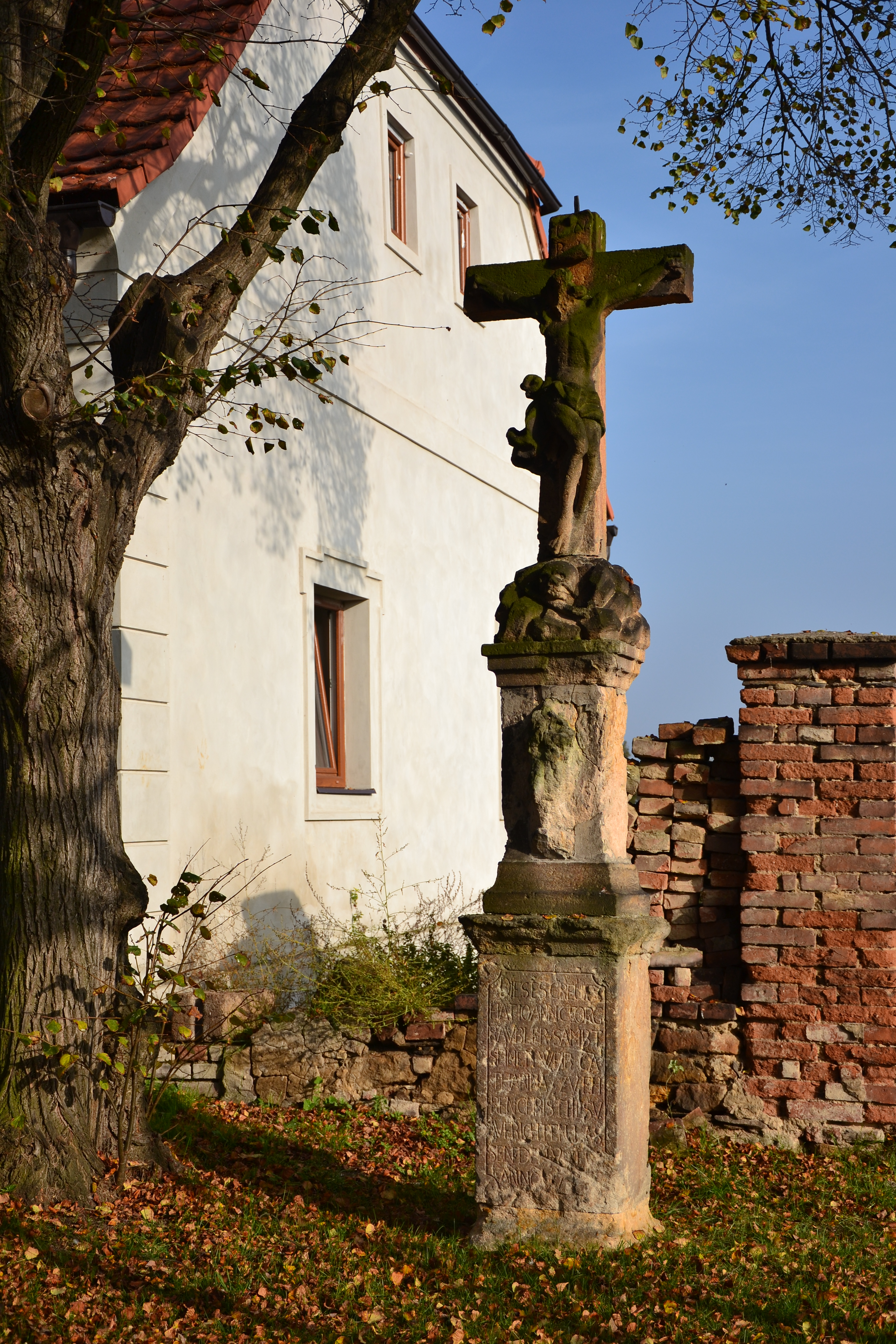
Barokní kamenný kříž

Podél severního okraje vesnice prochází silnice druhé třídy II/251 z Jirkova přes Havraň směrem k Postoloprtům, která končí u Bitozevsi, kde se napojuje na silnici II/250. Do vesnice vede pouze odbočka, u které stojí zastávka autobusové linkové dopravy. Nejbližší železniční stanicí je Jirkov zastávka vzdálená asi pět kilometrů.

## Společnost
Ve vesnici není žádné školské zařízení. Ve druhé polovině devatenáctého století zde fungovala dvoutřídní škola, kterou pro nedostatek žáků uzavřeli roku 1965, a děti obvykle dojíždějí do školy ve Strupčicích. Z kulturních institucí je k dispozici pouze veřejná knihovna. V budově obecního úřadu sídlí také myslivecké sdružení Dubina.

## Pamětihodnosti
- Zřícenina kostela svatého Michaela archanděla pochází ze čtrnáctého století, ale dochovaná podoba je výsledkem klasicistní přestavby po požáru v sedmdesátých letech osmnáctého století. Věž byla přistavěna až v roce 1898.[37]
- Kříž, který podle nápisu na soklu nechal postavit Georg Raubler v 18. století.
- U vsi stávala pozdně gotická boží muka s kamennou lucernou ze 16. století, ale byla přestěhována do lapidária oblastního muzea umístěného na tzv. Mnišském dvorku v budově chomutovské radnice.[38]